# Araeococcus parviflorus
Araeococcus parviflorus là một loài thực vật có hoa trong họ Bromeliaceae. Loài này được (Mart. ex Schult. & Schult.f.) Lindm. mô tả khoa học đầu tiên năm 1891.

## Hình ảnh

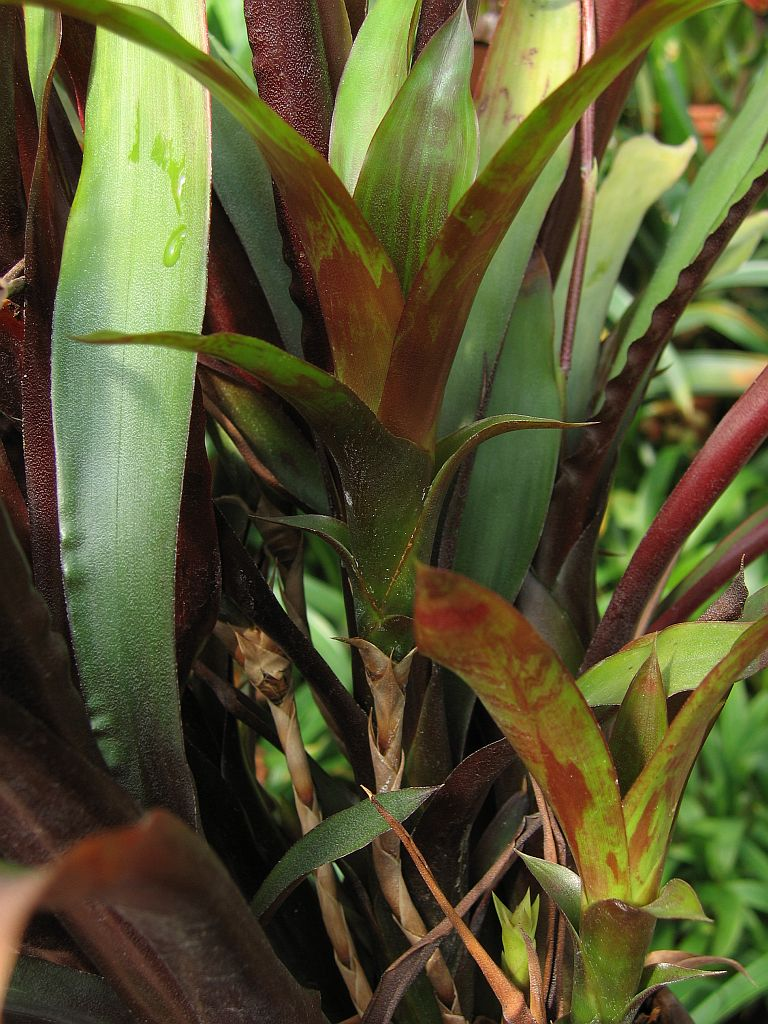
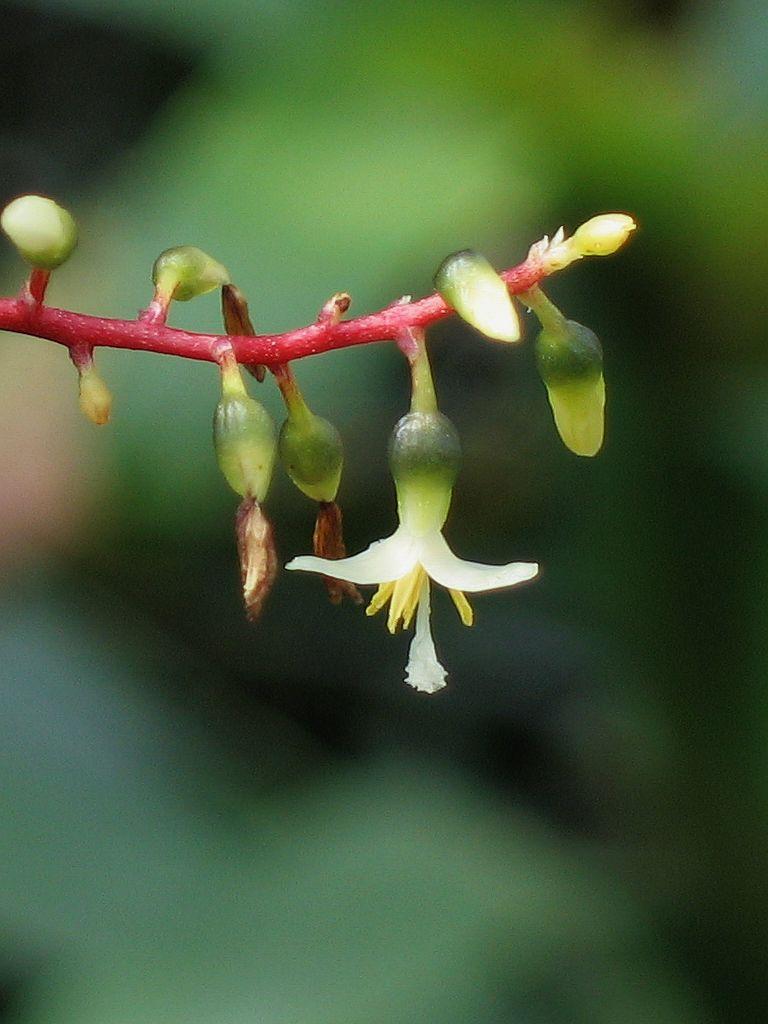
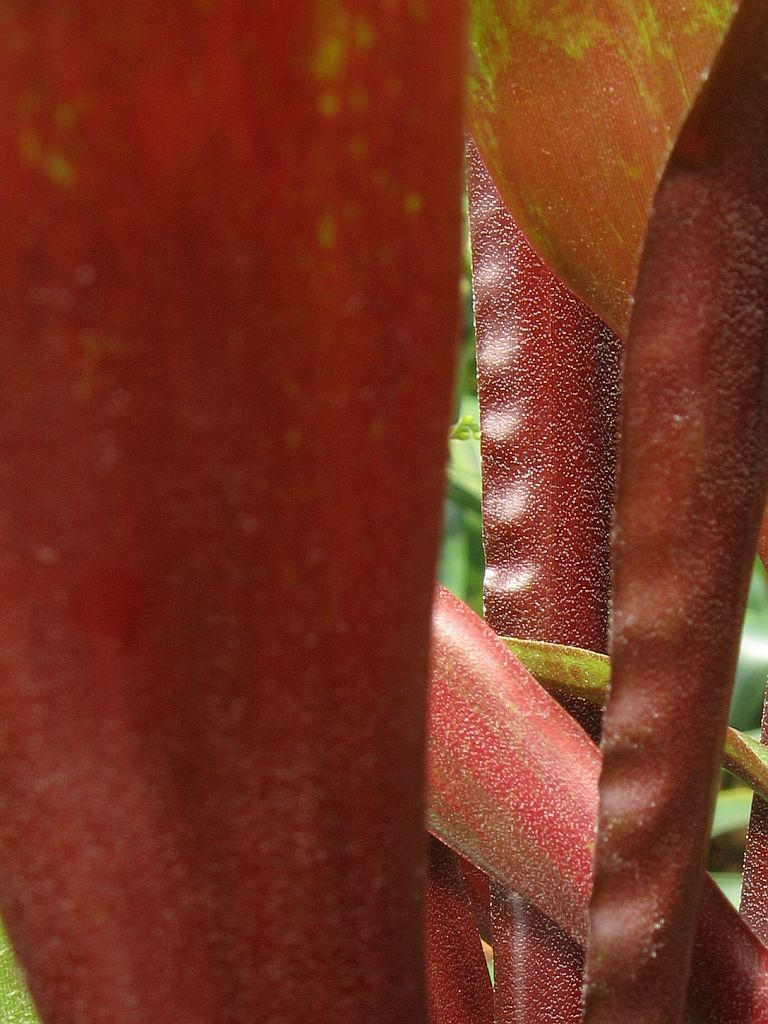
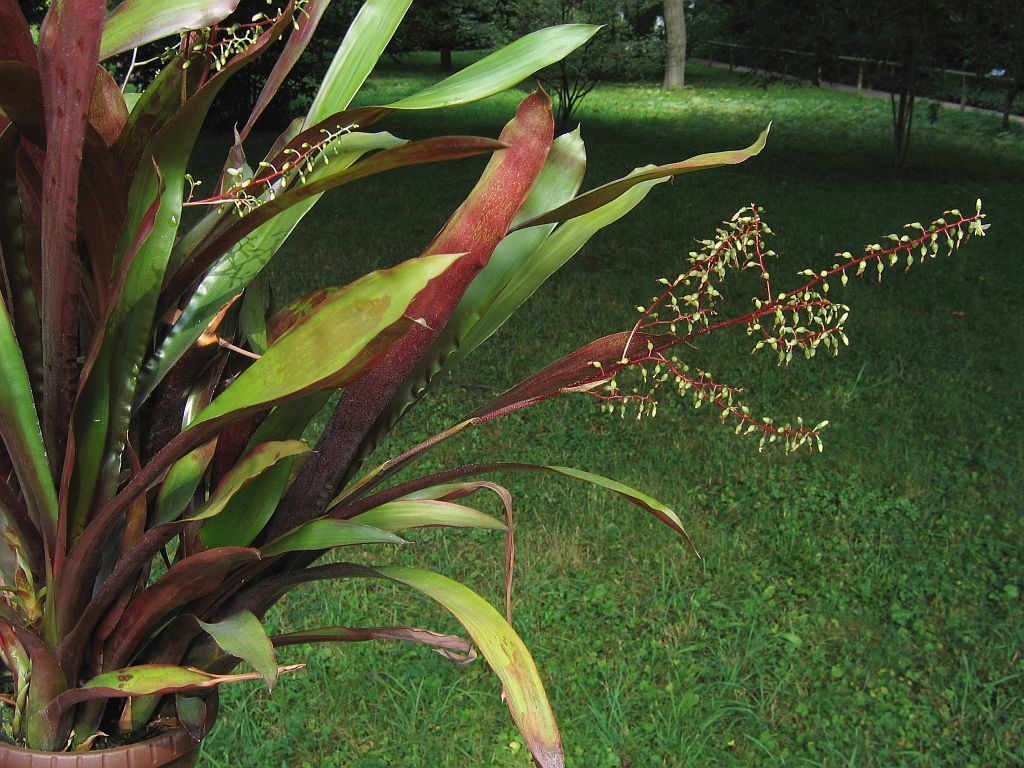